# Kerkhofsgroeve

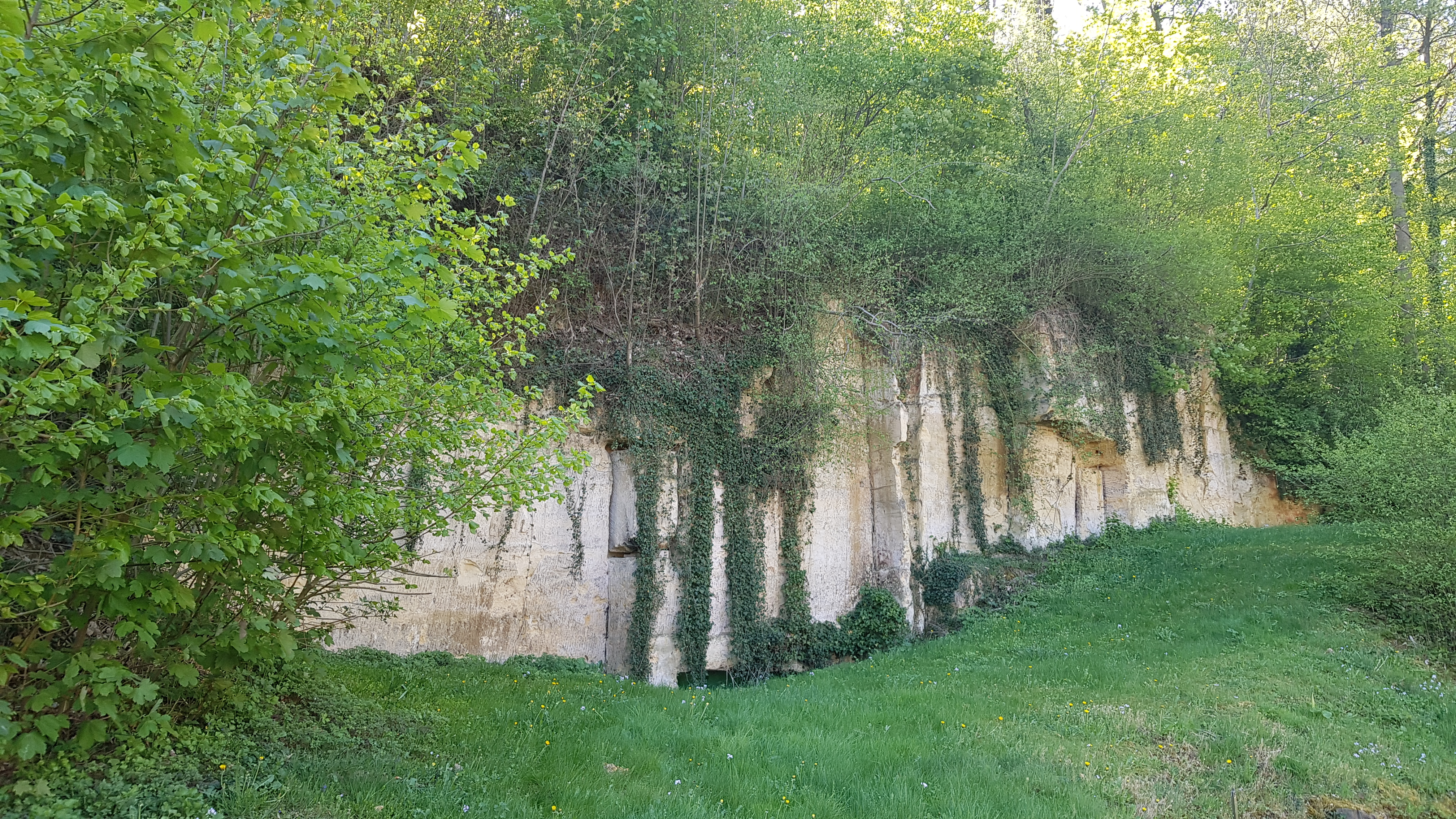
Kerkhofsgroeve

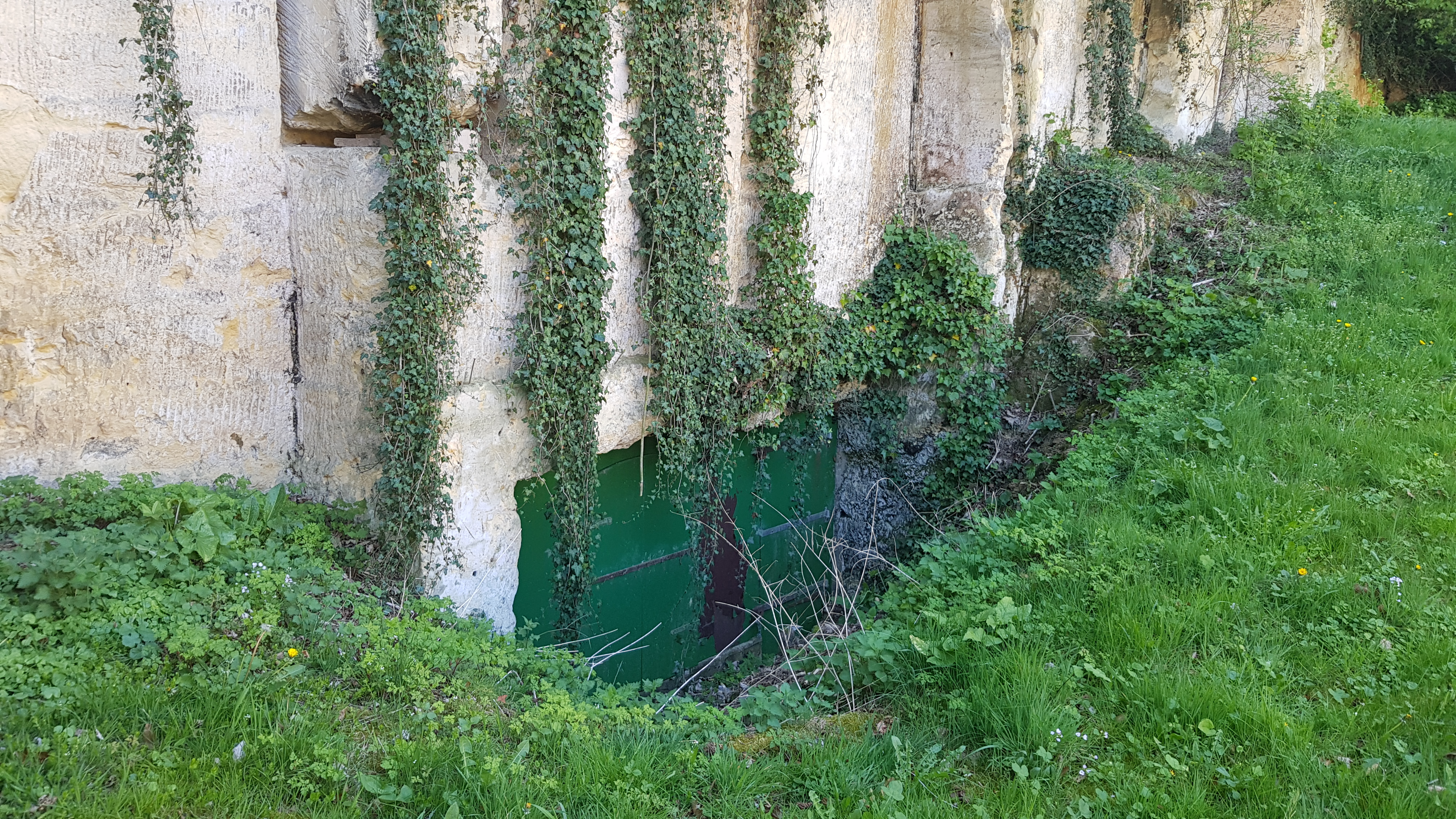
Kerkhofsgroeve

De Kerkhofsgroeve, Groeve Kerkhoffs of Groeve Kerkhoff's is een voormalige Limburgse mergelgroeve in de Nederlandse gemeente Valkenburg aan de Geul in Zuid-Limburg. De ondergrondse groeve ligt aan de zuidwestkant van Valkenburg aan de Daalhemerweg aan de westelijke rand van de Heunsberg op de noordelijke rand van het Plateau van Margraten in de overgang naar het Geuldal. Boven de groeve-ingang ligt het Vogelbos.
Naar het zuidwesten liggen de Vogelbosgroeve en de Ackermansgroeve met de Steenkolenmijn Valkenburg en MergelRijk, naar het noordoosten liggen de Fluweelengrot en de Kasteelgroeve en naar het oosten ligt de Wilhelminagroeve en de Hoorensberggroeve.

## Geschiedenis
In de 18e tot 20e eeuw werd de groeve door blokbrekers ontgonnen voor de winning van mergel.

## Groeve
De groeve heeft een oppervlakte van ongeveer 56 vierkante meter en een ganglengte van ongeveer negen meter. Mogelijk is een deel van de ondergrondse groeve door dagbouw verdwenen.